# Santorso

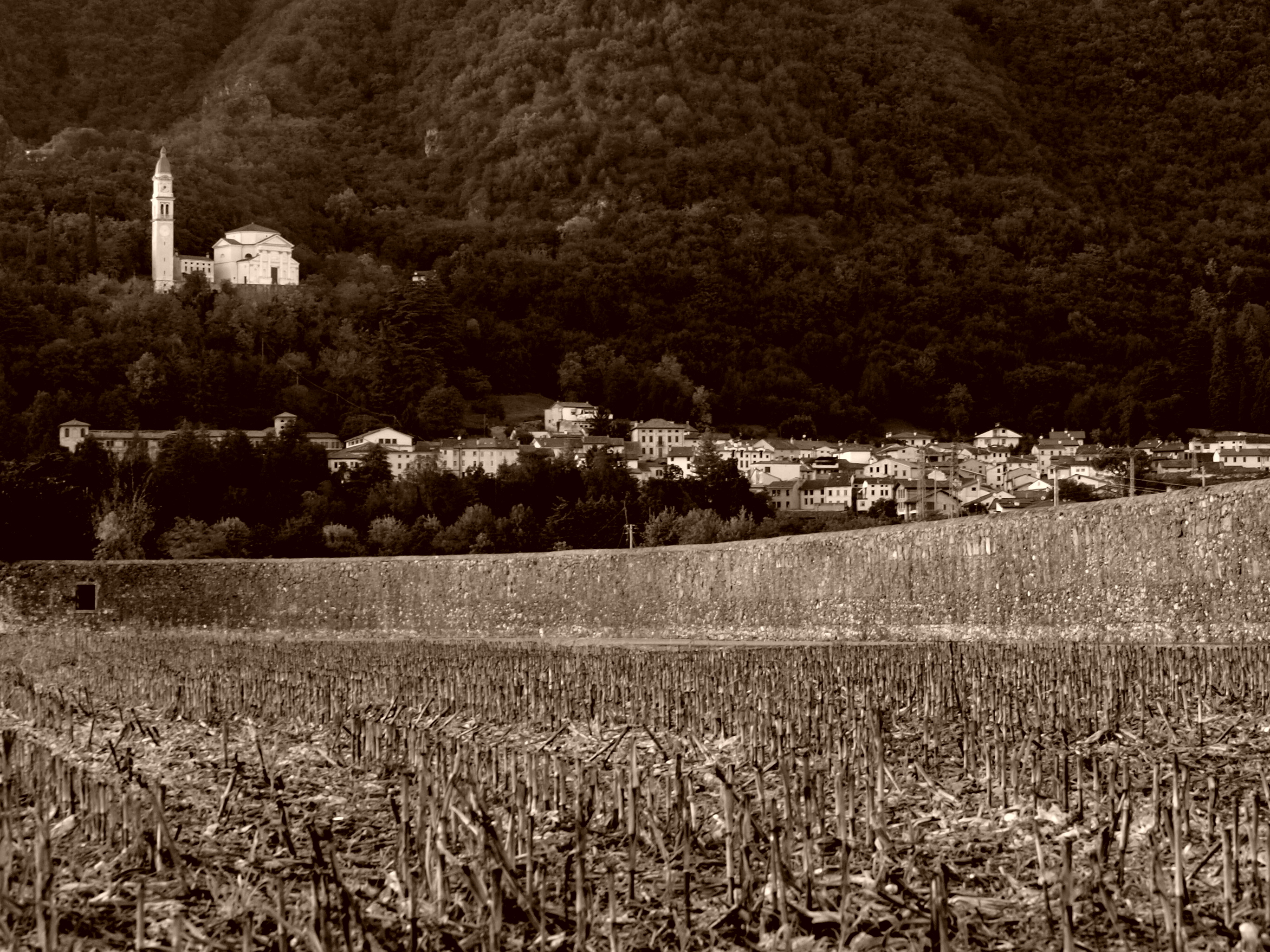
Santorso nel 1999

Santorso (Santorso in veneto) è un comune italiano di 5 632 abitanti della provincia di Vicenza in Veneto.

Posto ai piedi del Monte Summano in posizione soleggiata dista 4 km da Piovene Rocchette e 4 km da Schio.

## Origini del nome
Il nome deriva da Sant'Orso, patrono del paese, le cui spoglie sono custodite nel Santuario di San Orso, che sovrasta il centro abitato del paese.
Il motivo della dedicazione a questo santo deriva da una leggenda. Il nobile francese Orso, vissuto al tempo di Carlo Magno e divenuto re di Dalmazia, dopo aver ucciso in un eccesso d'ira, scatenata dalla gelosia, il padre, la moglie e il figlio si pentì e chiese il perdono a papa Adriano I. Insieme con l'assoluzione gli fu imposto come penitenza il pellegrinaggio ai santuari a quel tempo conosciuti. Quando giunse a Salzena alle pendici del Monte Summano, comprese di essere arrivato alla sua meta ma appena iniziata la salita del monte il 3 maggio 800 morì e fu trovato dalla gente del luogo con il bastone da pellegrino fiorito. Le sue reliquie vennero deposte dapprima nella chiesetta di san Dionigi e poi trasportate nel santuario che venne a lui dedicato.
Un'altra ipotesi invece attribuisce la dedicazione ai Conti di Vicenza, imparentatisi con le famiglie veneziane dei Candiano e degli Orseolo intorno all'XI secolo. Altra ipotesi ancora fa riferimento alla famiglia di origine longobarda Beroaldi, che per prima sarebbe entrata in possesso di investiture in questo territorio: Bär in lingua germanica significa orso e quindi il nome del santo sarebbe derivato dalla traduzione del nome di questa casata. Secondo il Mantese, Beroardi o Beroaldi sarebbe solo una corruzione del nome della famiglia veneziana Badoer, ben conosciuta in questa zona.

## Storia

### Epoca antica
SI ipotizza che, prima dell'arrivo dei veneti, la zona di Santorso sia stata popolata da popolazioni euganee; in località Grumello sono infatti state scoperte delle tombe contenenti cadaveri con le gambe rannicchiate, inumazione tipica di questo popolo. Altri ritrovamenti archeologici di epoca pre-romana sono stati fatti a Bocca Lorenza.
Al tempo dei romani l'abitato si chiamava Salzena ed era una tra le più ricche ville del Vicentino. In località Prà Laghetto sono venuti alla luce i resti di una villa romana, insieme con statuette di bronzo, tra le quali una Vittoria alata; presso il Castello furono ritrovate monete repubblicane e imperiali fino alla decadenza. A quel tempo, in tutta la zona del Summano era fiorente l'arte della lana, fatto testimoniato poi dalla toponomastica medievale. La località Garziere di Santorso ricorda la cardatura.
La strada romana che proveniva da Vicenza, passava per Giavenale e Marano e arrivava a Salzena, costituì il cardine della centuriazione dell'Alto Vicentino. La centuriazione si estendeva ai piedi del monte Summano e un importante insediamento militare denominato "Campo Romano" esisteva nel Fundus Saltienus (da cui il toponimo Salzena), nell'area dell'attuale zona industriale Schio-Santorso.

### Medioevo
Verso il X secolo Santorso (Salzena) era sede di una curtis, probabilmente di origine longobarda, che comprendeva anche Meda con il suo castello, Piovene e tutto il Summano; saliva al Tretto e al Novegno e scendeva fino a Posina e Laghi, raggiungendo il confine da quella parte.
Nel 910, per far fronte alle incursioni degli Ungari, l'imperatore Berengario I donò al vescovo di Vicenza Vitale tre curtes dell'Alto Vicentino, tra le quali quella di Salzena; il vescovo fortificò il territorio facendo costruire tutta una serie di castelli a difesa dei villaggi e delle campagne. La donazione fu confermata con il privilegio dell'anno 1000, con il quale l'imperatore Ottone III esentava i castelli vescovili, tra cui quello di Sicinum, dalla prestazione della tassa del fodro dovuta agli ufficiali dell'impero; un'ulteriore conferma si ebbe nel 1026 da un atto dell'imperatore Corrado II il Salico.
Durante l'Alto Medioevo sul territorio si insediarono i benedettini, che lavorarono per bonificare i terreni paludosi e renderli coltivabili, e ai quali nel 983, con il privilegio del vescovo vicentino Rodolfo, vennero riconosciuti vari possedimenti. A Santorso i benedettini avevano la chiesa di San Vito
Con molte probabilità — perché tutta la zona compresa quella del Monte Novegno era posseduta dai benedettini — era benedettina anche la chiesa del Monte Summano.

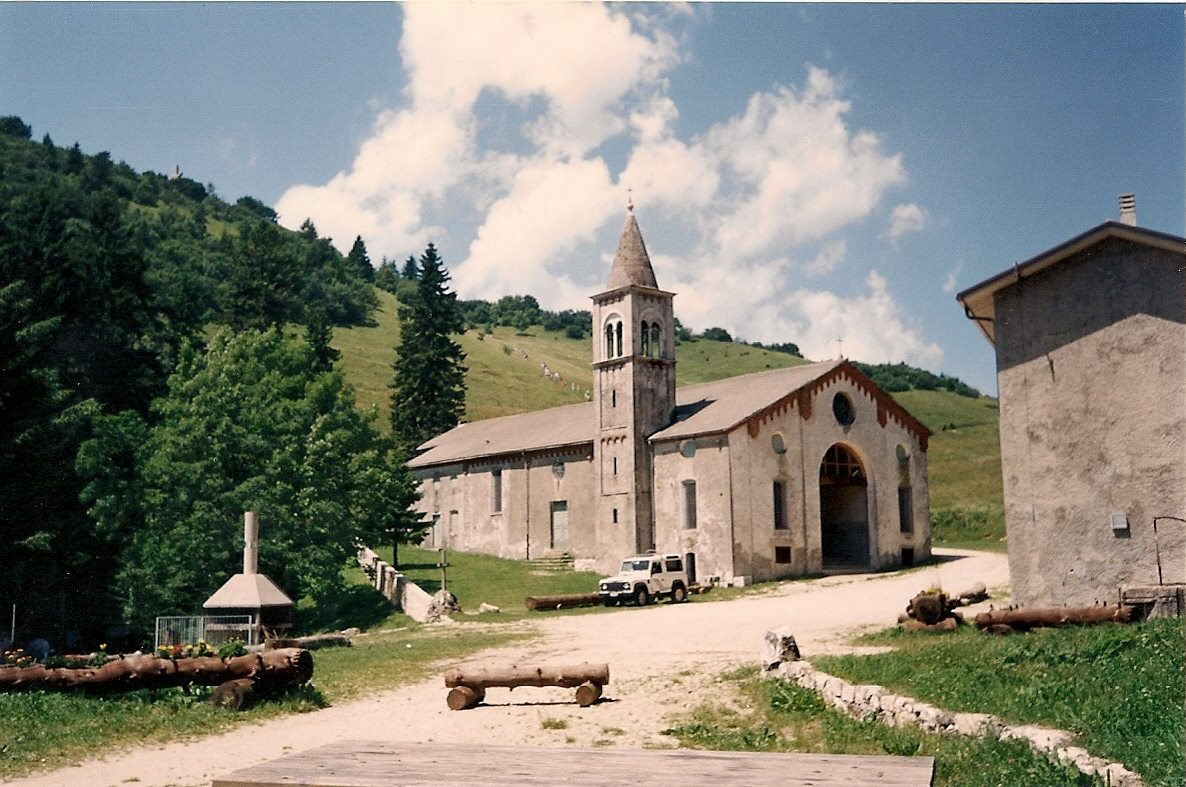
La piccola chiesa alpina dei Frati Girolimini sul monte Summano, probabilmente di origine benedettina

Durante l'XI e il XII secolo forte fu la contrapposizione tra i vescovi di Vicenza e i conti Maltraversi, che da essi avevano ricevuto i feudi di Malo, Schio e Santorso sulla destra del Leogra, ma che tentavano di usurparli. La contrapposizione portò all'uccisione, nel 1184, del vescovo di Vicenza Giovanni de Surdis Cacciafronte da parte di un sicario di Malo, di nome Pietro, probabilmente su mandato del conte Uguccione. Le dispute non cessarono con la sua morte e il successivo vescovo Pistore fu ucciso nel 1202 presso il castello di Belvicino in uno scontro con il conte Uguccione che aveva occupato il feudo vescovile. Dopo questi fatti i Maltraversi furono privati dei feudi.
Durante il Basso Medioevo, Santorso rimase un feudo di famiglie signorili e seguì le sorti di Vicenza nei diversi periodi della sua soggezione a potenze regionali esterne: fu dei conti Maltraversi fino alla signoria di Ezzelino III da Romano (1236-1259), poi degli Scrovegni e dei Lemici quando Vicenza fu soggetta a Padova (1266-1311), poi ancora dei Nogarola durante il dominio scaligero (1311-1387) e infine dei Cavalli nel periodo visconteo (1387-1404).
Quanto a quest'ultimo feudo, Giorgio Cavalli, appartenente a una nobile famiglia veronese che si era distinta durante la signoria scaligera, mentre nell'ottobre 1387 era al servizio di Venceslao di Lussemburgo come consigliere imperiale, interpose i suoi buoni uffici in favore di Giangaleazzo Visconti per farlo nominare duca di Milano. Contemporaneamente a questa nomina, il 13 ottobre 1386 l'imperatore investì Giorgio Cavalli dell'antico comitato di Santorso, a suo tempo appartenuto ai Maltraversi. Giangaleazzo impose ai vicentini di rispettare questo privilegio, che comportava una riduzione della giurisdizione del Comune di Vicenza. Nello stesso tempo, cedette in feudo al Cavalli, per una somma annua di 7.800 fiorini, anche Schio, Torre e Pievebelvicino, giustificando tale generosità con il fatto che il Cavalli aveva lavorato a servizio suo e dell'impero.

### Epoca moderna
Dopo la dedizione di Vicenza alla Serenissima, il Cavalli rinunciò al comitato e si pose al servizio della Serenissima.
Santorso fu sede dal 1474 al 1480 della prima stamperia a caratteri mobili del Vicentino situata in Villa Facci-Ca' Zeno e fondata dal ricco commerciante e cartaio di origine tedesca Enrico da Ca' Zeno (o de Santo Ursio) con il figlio Giovanni Maria, vi lavorarono Giovanni del Reno e Leonardo Acate o Achates da Basilea provenienti da Padova — dove erano stati attratti dall'Università e probabilmente chiamati dall'umanista Ognibene Bonisoli da Lonigo — e che avevano appreso l'arte a Magonza direttamente da Johannes Gutenberg. Uno dei motivi principali che indusse i due personaggi a lasciare la città per trasferirsi a Santorso fu probabilmente la maggior disponibilità di carta, che a quei tempi veniva prodotta nelle vicine cartiere di Chiuppano, Piovene e Torrebelvicino, alimentate dalla ricchezza dei corsi d'acqua. Ma pure per la lingua, il tedesco, parlato sia da Enrico che dai cimbri del Tretto. Nel 1474, venne stampato il primo libro in territorio vicentino: Vite dei Santi padri dello stesso Achates. Nello stesso anno uscì, in folio, il Canzoniere di Petrarca. Oggi una lapide commemorativa posta sulla parete nord ricorda l'inizio dell'attività di stampa.

### Simboli
Lo stemma e il gonfalone di Santorso sono stati concessi con decreto del presidente della Repubblica del 5 agosto 2013.
(D.P.R. del 5 agosto 2013)
L'Ufficio araldico aveva suggerito di affiancare alla croce rossa in campo argento, la figura di un orso ritto per richiamare il nome del paese. L'amministrazione comunale preferì invece che venissero raffigurati gli attributi iconografici di sant'Orso che fu re (lo scettro e la corona) e pellegrino penitente. Secondo la leggenda, il suo bordone fiorì subito dopo la sua morte alle pendici del Monte Summano, il cui rilievo appare disegnato sullo sfondo.
Il gonfalone è un drappo partito di bianco e di rosso.

## Monumenti e luoghi d'interesse

### Villa Miari
In costruzione nel 1910, fu ospedale militare durante la prima guerra mondiale, come testimonia un cippo commemorativo presente nel parco. Acquistata dall'INAIL nel 1939 come casa di riposo per invalidi sul lavoro, nel 1979 passa alla Regione Veneto che nel 1988 la cede al Comune di Santorso; ristrutturata nel 1994, diviene una istituzione autonoma nel 1997 con l'obiettivo di accogliere anziani non autosufficienti, disabili adulti e post-traumatizzati.
In una sua sezione ospita il Centro di Riabilitazione Neurocognitiva e una sede staccata dell'Università di Padova con la presenza del corso di laurea in fisioterapia. Nel 2015 apre la Scuola Internazionale di Riabilitazione Neurocognitiva Carlo Perfetti, per sperimentare il metodo riabilitativo basato sulle idee dello psicologo britannico Gregory Bateson.

## Società

### Evoluzione demografica
Abitanti censiti

### Tradizioni e folclore
Esiste un vero e proprio inno dedicato a Sant'Orso che veniva usato anche come inno del paese.

## Cultura
È presente una Biblioteca comunale nata nel 1975 per iniziativa del Comune.

Il Museo archeologico dell'Alto vicentino, che fa parte della rete museale dei Musei Altovicentino, conserva vari reperti e organizza escursioni presso la Bocca Lorenza.
Fino al 2021 annualmente, a giugno, si svolgeva il Festival Alto Vicentino, mostra internazionale di cortometraggi che richiamava partecipanti da tutto il mondo.
A Santorso ha sede l'Oasi Rossi, un parco ricreativo gestito dalla Cooperativa Sociale Nuovi Orizzonti Onlus. L'Oasi Rossi raggruppa parte dei possedimenti di Alessandro Rossi, è aperta da marzo a ottobre e propone spazi e attività per famiglie e visite scolastiche.

## Geografia antropica
Frazioni del Comune: Timonchio.

## Economia

### Storia dello sviluppo economico
La posizione del paese in zona pedemontana e la possibilità di usufruire di corsi d'acqua consentì al paese di sviluppare una florida economia fin dai tempi antichi.
Posto alla base del Monte Summano e della zona del Tretto, dove poteva pascolare un gran numero di greggi per poi scendere in pianura durante la stagione invernale, probabilmente ancor prima di passare sotto il dominio romano i Veneti esercitavano l'arte della lana. Un'attività che continuò durante tutta l'epoca antica e quella medievale: da essa presero il nome "Le Garziere" di Santorso - parola che deriva dalla corruzione di cardatoria, l'attività di pettinatura della lana - località nella quale si rinvennero parecchie monete consolari e imperiali.
Nel XIV secolo l'economia locale si sviluppò ulteriormente, grazie soprattutto alla presenza di numerosi molini e del maglio sorti lungo la Roggia di Thiene, scavata dal 1278 al 1281 con inizio in località La Masena dal ramo del torrente Timonchio. Durante tutta l'età moderna e quella contemporanea, sotto la Serenissima e ancor più dopo l'annessione del Veneto al Regno d'Italia - dal XV al XIX secolo - l'economia locale continuò a svilupparsi; lo testimonia il sorgere di ville e, infine, di piccole industrie che punteggiano il paesaggio locale.
Un fatto particolarmente significativo nella storia del paese fu l'apertura nel 1474 di una delle prime tipografie del Veneto e la prima del Vicentino, ad opera di Leonardo Achates di Basilea e di Giovanni del Reno, probabilmente chiamati in Italia dall'umanista Ognibene dei Bonisolo di Lonigo. I due prototipografi ebbero come allievo e abile prosecutore dell'arte della stampa Enrico da Ca' Zeno di Santorso che a Vicenza impresse anche importanti trattati di carattere notarile.

### Progetto BEWARE
Il Comune di Santorso è stato nominato capofila per il progetto BEWARE (Better Water Management for Advancing Resilient Communities in Europe) che ha come obiettivo principale la pianificazione di una strategia di adattamento al cambiamento climatico e al rischio di alluvioni e allagamenti in aree urbane e rurali, attraverso il coinvolgimento attivo delle comunità locali.
BEWARE agisce nell’ambito del Programma LIFE per l’adattamento delle città al cambiamento climatico e mira ad accrescere la consapevolezza sugli obiettivi dell’Agenda 2030 delle Nazioni Unite per lo Sviluppo Sostenibile, in particolare sugli obiettivi 11, “Città e Comuni Sostenibili”, e 13, “Lotta al cambiamento climatico”.
I partner che lavorano a questo progetto sono: il Comune di Santorso, il Comune di Marano Vicentino, il Consorzio di bonifica Alta Pianura Veneta, Il Dipartimento Territorio e Sistemi Agro-Forestali (TESAF) dell’Università degli Studi di Padova, Veneto Agricoltura e ALDA (Associazione Europea per la Democrazia Locale).

## Amministrazione
| Periodo | Periodo | Primo cittadino         | Partito        | Carica  | Note |
| ------- | ------- | ----------------------- | -------------- | ------- | ---- |
| 1970    | 1975    | Giacomo Mariano Filippi | DC             | Sindaco |      |
| 1975    | 1977    | Giuseppe Doppio         | DC             | Sindaco |      |
| 1977    | 1985    | Romano Thiella          | DC             | Sindaco |      |
| 1985    | 1995    | Terelisa Dall'Alba      | DC             | Sindaco |      |
| 1995    | 2004    | Terelisa Dall'Alba      | Centrosinistra | Sindaco |      |
| 2004    | 2014    | Pietro Menegozzo        | Centrosinistra | Sindaco |      |
| 2014    | 2024    | Franco Balzi            | Centrosinistra | Sindaco |      |
| 2024    |         | Giorgio Baù             | Centrosinistra | Sindaco |      |

### Gemellaggi
- Vejano (legato a Santorso per la devozione a sant'Orso)
- Brissago

## Sport
Tra le varie attività sportive della città è molto nota la società di futsal "Santorso calcio a5" che ha raggiunto nel 2010 la promozione in serie C1.

Molto praticata è anche la pallavolo; la squadra under 14 femminile nell'anno 2012 si è classificata prima nel torneo AICS e ha vinto il titolo di "campione provinciale".
Inoltre nell'estate 2013 la squadra dell'under 16 femminile ha conquistato il secondo posto alle nazionali svolte a Cervia perdendo solo nella semifinale contro il Bologna.